# Cerro Pan de Azúcar (Santa Cruz)

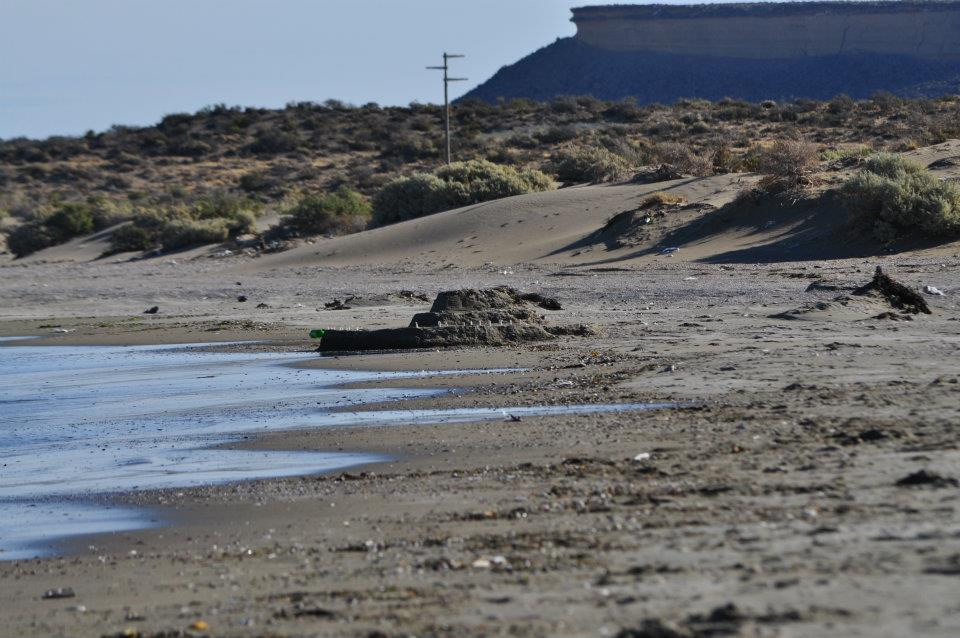
Vista al Cerro Pan de Azúcar y a la Playa Alsina, íconos de la zona

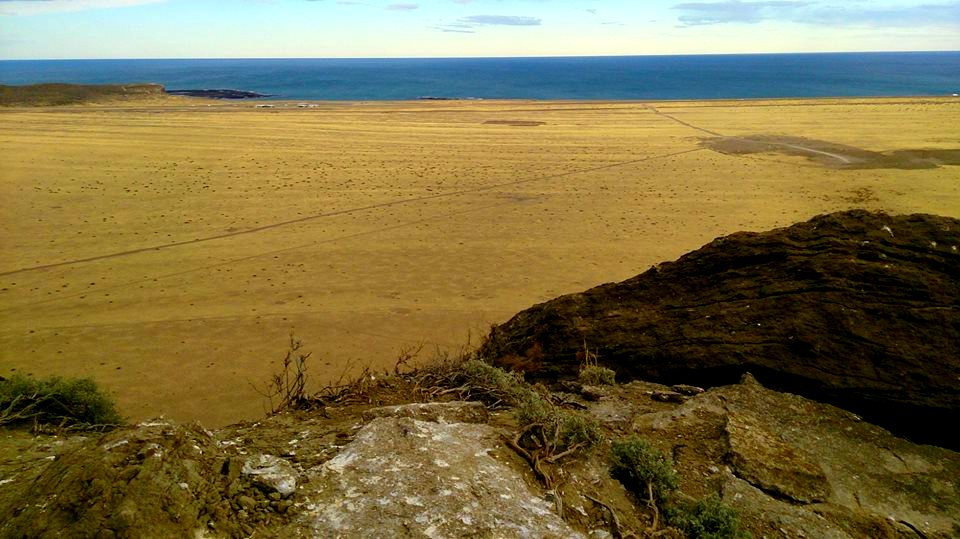
Vista desdela cima hacia el mar y el prado

El cerro Pan de Azúcar es una elevación argentina ubicada a la vera de la Ruta Nacional N° 3, a 45 km al norte de Caleta Olivia, Provincia de Santa Cruz, Patagonia Argentina.
Su cúspide da una inigualable vista hacia la bella playa Alsina. Además, su peculiar forma con sus colores cambiantes a lo largo del día, crean espectáculo natural que no pasa desapercibido por quienes circulan a su alrededor.

## Ubicación
El cerro se encuentra entre La Lobería por el sur y Bahía del Fondo y Playa Alsina por el norte, a pocos kilómetros del límite provincial Chubut - Santa Cruz. Se ubica a pocos kilómetros de la playa Alsina, la primera -comenzando desde el sur hacia el norte- del sistema de playas con arena fina.
En las cercanías existía hasta fines del siglo pasado la compañía Hermanos Acinas dedicada a la extracción de cal.  Esta obtenía cal de almejas muy abundantes en la zona. Esta es la razón del nombre con el que comúnmente se identifica a esa peligrosa curva, y también a la playa que se encuentra debajo: Playa Acinas, aunque también es conocida como Playa Alsina, por su semejanza fonética. Hoy solo quedan vestigios de aquella intensa explotación. 
Por otro lado, la curva La Calera,  se halla sobre la ruta 3 muy próxima al cerro y  la playa. El lugar es famoso por poseer un radio de giro de casi 90 grados, donde se produjeron centenares de accidentes, en algunos casos fatales. Esta peligrosa curva esta a metros del acceso a playa Alsina, por lo que los vehículos accidentados corren riesgo de desbarrancarse.

## Ascenso
Para su ascenso se debe recorrer una distancia de más de 2 kilómetros que lo separan de la ruta, unir la ruta con la base del cerro a pie lleva media hora. Sin embargo, el Pan de Azúcar pertenece a una estancia y es propiedad privada, por lo que no se recomienda su ingreso sin la correspondiente autorización. 
La cuesta es suave y una vez se arriba al sombrero de pierda, que lo corona, se hace imposible su escalada a primera vista. Esto se debe a que su sombrero está conformado por paredes verticales de piedra.
La única opción es por el lado oeste, donde no presenta grandes dificultades y la pendiente disminuye suavemente. Una vez en la cima se permite una espléndida vista en todos los puntos cardinales que perfilan la vista hacia el prado, el mar, los mallines y el horizonte mesetario. Su cima está señalada por un poste de metal y a un costado hay inscripciones en piedras o pintadas con los nombres de quienes lograron su ascenso. Por su belleza, fácil acceso y singularidad es visitado por muchos que lo tienen entre sus objetivos o de la fascinación deciden su ascenso en forma instantánea
Al ser un lugar abierto la ferocidad del clima patagónico se hace sentir con un viento que es capaz de mantener velocidades constantes de 80 kilómetros por hora con ráfagas que superan los 120 kph. Además, toda la zona circundante es peligrosa históricamente para el tránsito; debido a que durante los temporales de viento se desarrollan fuertes ráfagas que culminan en le mar y pueden afectar incluso a los rodados pesados. Por esta razón, es prudente revisar el pronóstico y no intentarlo con climas adversos para no sufrir lesiones. Una vez en la cima el viento se acentúa y regala una vista fabulosa: mesetas, mar, estepa y mallines se combinan en 360° de pura Patagonia.

## Toponimia
Por esta razón, es prudente revisar el pronóstico y no intentarlo con climas adversos para no sufrir lesiones. Una vez en la cima el viento se acentúa y regala una vista fabulosa: mesetas, mar, estepa y mallines se combinan en 360° de pura Patagonia.

## Características
Esta meseta es una de las más populares de la Cuenca del Golfo San Jorge, ya que se encuentra a la vista de la Autovía Comodoro Rivadavia - Caleta Olivia. Desde la década de 1960 cuando comenzaba a producirse petróleo al sur de la cuenca ya se lo contemplaba como algo grandioso; también fascinó a los trabajadores italianos de la empresa Saipem, que allá por los años sesenta trabajaban en la zona norte santacruceña. 
Es también llamado La Tumba de Patoruzú. Esto se debe al hallazgo de restos óseos antiguos en el área, que años atrás eran recorridos por pueblo originarios. El hallazgo terminaría creando la leyenda de que el Pan de Azúcar es la tumba de Patoruzú, el último de los caciques tehuelches, mezclando así la creación de Dante Quinterno con la historia y el imaginario popular.
Tiene una altura de 116 m s. n. m.. Posee las características únicas respectos de los cerros que lo rodean, que lo hacen parecer un solitario volcán extinto en medio de un lago de matas amarillas. Sin embargo presenta una forma característica mesetaria con cima plana y no cónica; esta se halla moldeada por la erosión eólica.  Su "techo plano" resulta una silueta inconfundible, aunque dista mucho de la forma que tienen sus homónimos (en Córdoba, Uruguay o Brasil), que tienen una cima más redondeada o en punta.
A metros de la elevación pasa el acueducto que transporta agua desde el Lago Musters a Caleta Olivia. Las zonas próximas al cerro están contaminadas por el hombre, que deja numerosos caños rotos, los cuales son destruidos por el influjo del clima y mala construcción. Todo hace que el acueducto sufra constantes rupturas que dejan a la ciudad del Gorosito sin agua; además esto las convierte en un verdadero cementerio de caños contaminantes. A los alrededores del cerro se hallan más de 150 cañerías que se cambiaron en el lapso de una década por roturas, dado que el acueducto no tiene protección catódica.
Antes de la colonización argentina de esta zona, el área era recorrida por pueblos originarios, de los cuales se hallaron restos arqueológicos.
El cerro fue testigo de las primeras incursiones del estado argentino cuando el navío arriba al lugar y reconoce toda la bahía en lancha a vapor se encuentra con la imposibilidad de atracar con ninguna clase de embarcación debido al placer de piedra que bordea toda la playa, por lo que resuelve zarpar y recorrer la costa hacia el lado de bahía del Fondo, ubicada frente al cerro Pan de Azúcar para encontrar un desembarcadero. Las condiciones climáticas y marítimas no le permitieron avanzar, por lo que el navío tuvo que fondear en la costa y su tripulación enfrentar sobre la máquina la adversidad.
Las proximidades del lugar del accidente deberían marcar los límites entre Chubut y Santa Cruz. Sin embargo, cuando no existían mediciones satelitales el límite geográfico entre Chubut y Santa Cruz (Paralelo 46° Sur) se fijó topográficamente con un error de aproximadamente 300 hacia el norte. Esto determinó que el sitio donde actualmente se encuentra la subcomisaría santacruceña este realmente en territorio chubutense. Se llegó a informar que la subcomisaría sería reubicada en 2011 en proximidades del cerro Pan de Azúcar. No obstante, la falta de reemplazamiento se debe a la gran demora que sufre la Autopista Comodoro Rivadavia - Caleta Olivia que hasta 2015 no se concretó su construcción. La nueva subcomisaría, que está en proceso de construcción, albergará un nuevo edificio, junto con dependencias de otros organismos de contralor.
La zona de la Ruta Nacional 3 que está al frente del cerro es un punto criticó de reparación de esta ruta, debido al tránsito que arroja gran congestión vehicular producto de la vasta cantidad de automotores que saturan la ruta y de la gran concentración de camiones con pesas cargas.

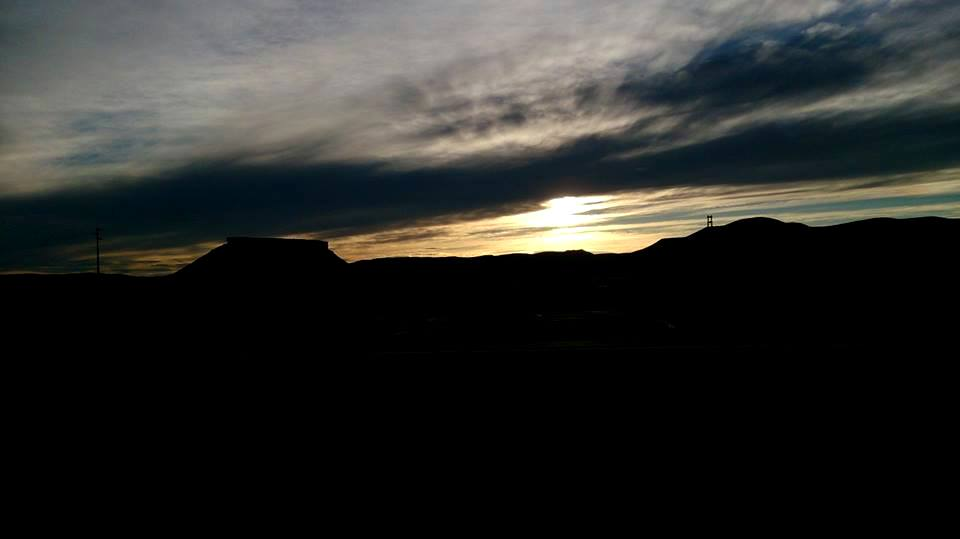
Atardecer en el cerro desde la ruta 3

## Galería

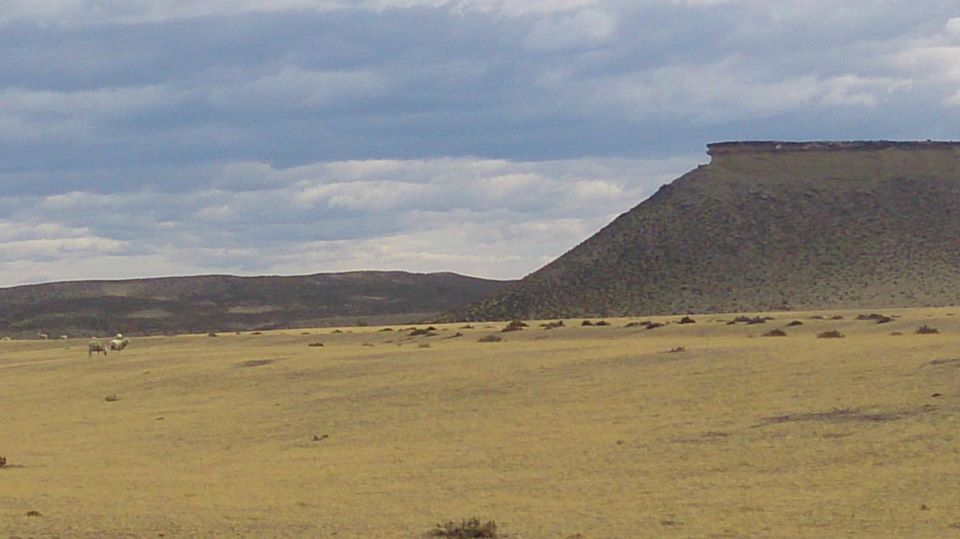
Ovejas pastando al pie del cerro, por su acción como barrera natural el prado fue podado en su totalidad y el suelo está sufriendo desertificación
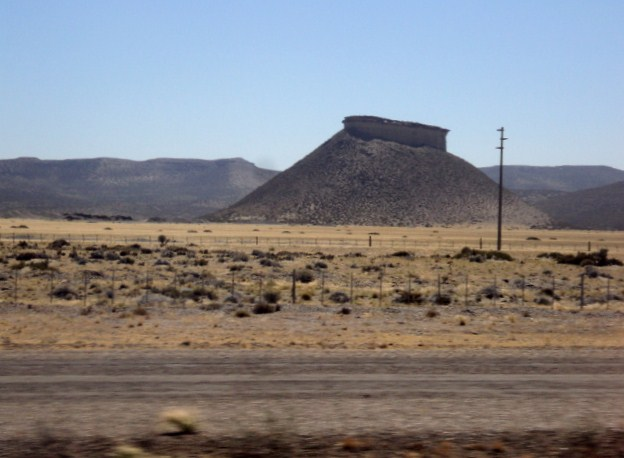
El cerro casi de frente desde la ruta
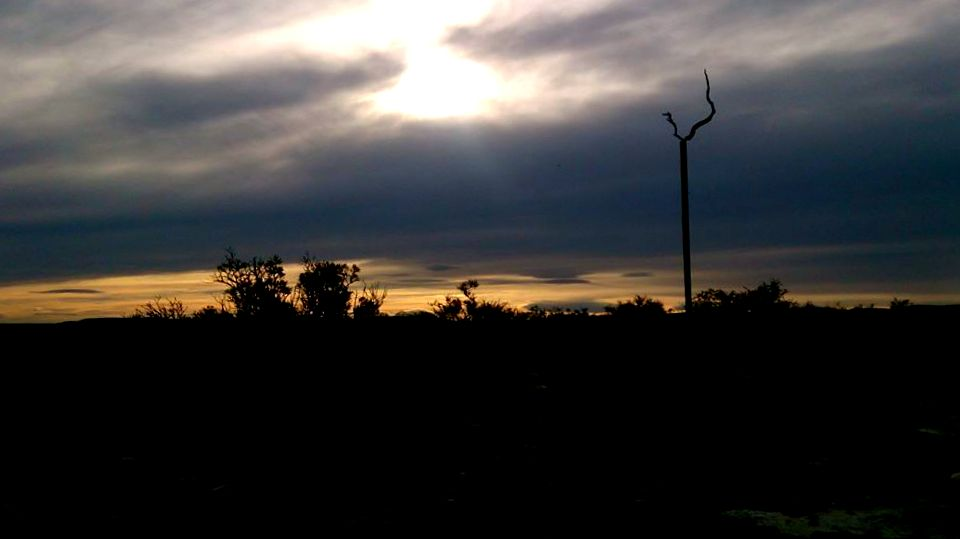
Cima del cerro señalada por un mástil metálico
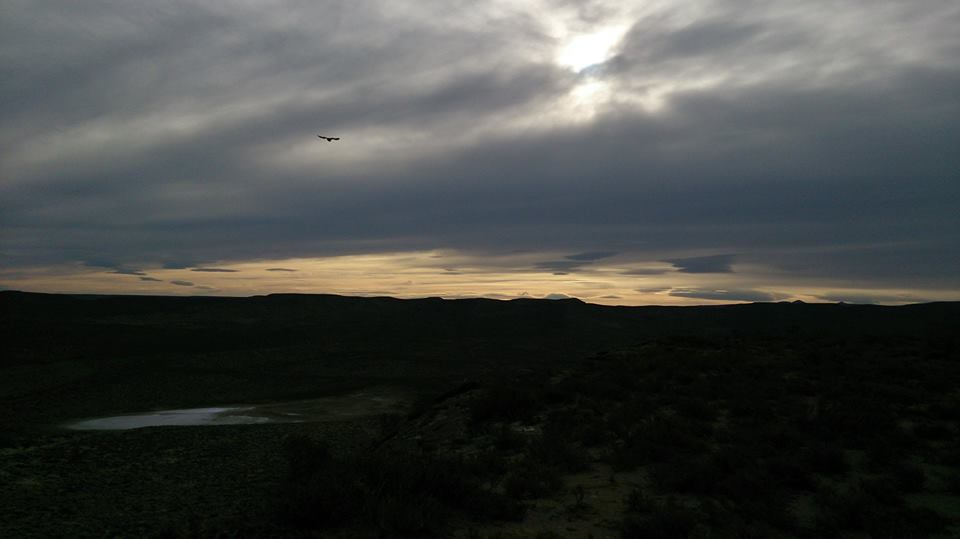
Vista panorámica hacia una formación de mallín con matas y el cielo surcado por un halcón